# Алексей Хомяков
Алексѐй Степа̀нович Хомяко̀в (на руски: Алексей Степанович Хомяков) е руски философ и общественик.

## Биография
Роден е на 13 май (1 май стар стил) 1804 година в Москва в дворянския род Хомякови. През 1821 година получава степен по математика от Московския университет, започва да се занимава с литература и живопис, служи в армията от 1829 година, като участва в Руско-турската война. След това се оттегля в провинциалното си имение и публикува в различни издания, като поставя основите на славянофилството, критикувайки капитализма и социализма за сметка на руска и православна форма на провиденциализъм. Негов син е политикът Николай Хомяков.
Алексей Хомяков умира от холера на 5 октомври (23 септември стар стил) 1860 година в Спешнево-Ивановское.